# Airmax Muzik II
Airmax Muzik II ist das sechste Soloalbum  des Berliner Rappers Fler. Es erschien am 8. April 2011 als Standard- und Premium-Edition (inklusive zwei Bonussongs sowie 30-minütiger DVD) über Flers Label Maskulin und wurde mit Hilfe von Groove Attack vertrieben.

## Inhalt
Inhaltlich stellt das Album eine vielseitige Veröffentlichung dar. Es beinhaltet neben persönlichen Liedern auch die für Fler bekannten Battle-Tracks. Zum Inhalt äußerte Fler sich im Interview mit Marcus Staiger für rap.de: „Ich finde schon, dass „Airmax Muzik 2“ was Neues ist. Vom Sound her aber glaube ich eher, dass man bei einzelnen Songs mit neuen Leuten was machen müsste, vielleicht neue Features aus anderen Musikrichtungen“. Im Intro 2011 erläutert Fler sein Verhältnis zu Sido. Dabei spielt er auf das gemeinsame Lied Was is Beef ? an. Der Song Südberlin auf Bewährung stellt einen Disstrack gegen die Rapper Kollegah und Farid Bang dar, Ich und keine Maske Flavour ist dagegen Sido gewidmet. Die Single Minutentakt behandelt das Leben in einem von Polizisten bewachten Stadtbezirk. Im Lied Du machst das ich atme wird Geld personifiziert und mit einer Frau gleichgestellt. Die Songs Bruder und Mama is nich stolz auf mich stellen persönliche Lieder dar. Im Track Autopsie werden die Rapper Kollegah, Sido, Farid Bang, Eko Fresh und Summer Cem gedisst.
Das Lied Deutschland deine Stars behandelt prominente Persönlichkeiten aus Deutschland. Dabei finden die Personen Stefan Raab, Sarah Knappik, Jay Khan, Indira Weis, Lena Meyer-Landrut, Sarah Connor, Marc Terenzi, Wladimir Klitschko, Verona Pooth, Dieter Bohlen, Boris Becker, Detlef Soost sowie die Girlgroup LaVive und die Castingshow X-Factor Erwähnung. Außerdem spielt Fler auf die Fernsehsendung Ich bin ein Star – Holt mich hier raus! an. Zum Song Deutschland deine Stars äußerte sich Fler im Interview mit dem Magazin rap.de: „Deutschland möchte, dass alle gleich sind, aber dann gibt es auch keine Stars. Klar, dass es nicht vorwärts geht. DSDS ist das beste Beispiel. In anderen Ländern kommt bei solchen Castingshows jemand wie Usher oder Leona Lewis raus, in Deutschland kommt da nichts bei raus. MTV musste nur in Deutschland dichtmachen. Ist doch klar, wenn Du deine Stars nicht feierst, dann hast Du keine Stars, und wenn Du keine Stars hast, dann kannst Du auch kein Musikfernsehen machen […] wenn ich über Deutschland rappe, dann möchte ich ein neues Deutschland, so wie ich es mir wünsche“.

## Hintergrund
Am 2. Februar 2007 veröffentlichte Fler das Mixtape Airmax Muzik über das Independent-Label Aggro Berlin. Die Bundesprüfstelle für jugendgefährdende Medien indizierte dieses Mixtape im Jahr 2009. Im selben Jahr verließ er Aggro Berlin und veröffentlichte seitdem einige Alben über Ersguterjunge, bis er im Jahr 2011 sein eigenes Label Maskulin gründete. Airmax Muzik II stellt somit die erste Albumveröffentlichung des Labels Maskulin dar. Für Ende des Jahres 2013 wurde Airmax Muzik 3 angekündigt, was jedoch nicht veröffentlicht wurde.

## Produktion
Für die Produktionen der Beats des Albums sind die Produzenten X-plosive, Gee Futuristic, Beatzarre und Djorkaeff verantwortlich. Den größten Teil übernahm X-plosive, der die Titel Neue Ära, Du wirst gebangt, Polosport Massenmord, Ghettoblaster, Gangster Frank White, Ich und keine Maske Flavour, Kein Fan davon, Du machst das ich atme, Autopsie, Echte Gangster tanzen nich und Bruder produzierte. Zudem zeigte er sich gemeinsam mit Gee Futuristic, der die erste Single Nie an mich geglaubt musikalisch untermalte, für die Beats von Minutentakt und Mama is nich stolz auf mich zuständig. Zuletzt verwendete Fler bei den Songs 2011, Südberlin auf Bewährung, Air Max und Deutschland deine Stars Beats von Beatzarre und Djorkaeff.

## Covergestaltung
Das Albumcover wurde am 24. Februar 2011 im Internet veröffentlicht. Es ist in schwarz-weiß gehalten und zeigt Fler bekleidet mit einer Lederjacke und schwarzer Mütze. Aus Papier sind schwarze Flügel dargestellt. Rechts unten steht der Titel Airmax Muzik II und in rot Fler.

## Gastbeiträge
Auf vier Songs des Tonträgers sind neben Fler andere Künstler zu hören. So wird er bei Polosport Massenmord, Kein Fan davon und Echte Gangster tanzen nich jeweils von seinem Kollabo-Partner Silla und dem Aachener Rapper MoTrip unterstützt. Außerdem ist der Sänger Shizoe auf dem Lied Bruder vertreten.

## Titelliste
Standard-Edition:
| #  | Titel                       | Gastmusiker      | Produzent                    | Länge |
| -- | --------------------------- | ---------------- | ---------------------------- | ----- |
| 1  | 2011                        |                  | Beatzarre und Djorkaeff      | 1:27  |
| 2  | Neue Ära                    |                  | X-plosive                    | 4:01  |
| 3  | Südberlin auf Bewährung     |                  | Beatzarre und Djorkaeff      | 3:00  |
| 4  | Du wirst gebangt            |                  | X-plosive                    | 3:21  |
| 5  | Polosport Massenmord        | Silla und MoTrip | X-plosive                    | 4:31  |
| 6  | Ghettoblaster               |                  | X-plosive                    | 3:22  |
| 7  | Gangster Frank White        |                  | X-plosive                    | 3:32  |
| 8  | Ich und keine Maske Flavour |                  | X-plosive                    | 3:45  |
| 9  | Nie an mich geglaubt        |                  | Gee Futuristic               | 4:01  |
| 10 | Air Max                     |                  | Beatzarre und Djorkaeff      | 3:13  |
| 11 | Minutentakt                 |                  | Gee Futuristic und X-plosive | 3:47  |
| 12 | Kein Fan davon              | Silla und MoTrip | X-plosive                    | 3:45  |
| 13 | Du machst das ich atme      |                  | X-plosive                    | 3:51  |
| 14 | Autopsie                    |                  | X-plosive                    | 3:29  |
| 15 | Echte Gangster tanzen nich  | Silla und MoTrip | X-plosive                    | 3:37  |
| 16 | Bruder                      | Shizoe           | X-plosive                    | 3:42  |

Bonussongs der Premium-Edition:
| #  | Titel                       | Gastmusiker | Produzent                    | Länge |
| -- | --------------------------- | ----------- | ---------------------------- | ----- |
| 17 | Mama is nich stolz auf mich |             | Gee Futuristic und X-plosive | 3:08  |
| 18 | Deutschland deine Stars     |             | Beatzarre und Djorkaeff      | 3:16  |

+ 30-minütige DVD

## Vermarktung
Im Vorfeld der Veröffentlichung des Albums stellte Fler eine 10-teilige Trailerserie über sein TV-Format maskulin.tv ins Internet, bei der er Informationen zur beiliegenden DVD der Premium-Edition preisgab. Außerdem wurde der Song Deutschland deine Stars am 31. März 2011 als Freetrack im Internet veröffentlicht. Neben den zwei Musikvideos zu den Singles erschien am Erscheinungstag des Albums auch ein Video zum Lied Air Max.

## Rezeption

### Chartplatzierungen
Airmax Muzik II stieg in der 17. Kalenderwoche des Jahres 2011 auf Platz 6 in die deutschen Charts ein und hielt sich fünf Wochen in den Top 100.
Am 11. Februar 2011 wurde der Song Nie an mich geglaubt als Download-Single, inklusive zwei Remixen, Instrumental und Video, zum Download im Internet veröffentlicht. Das zugehörige Musikvideo, das in New York City gedreht wurde, feierte bereits am 28. Januar online Premiere. Die Single konnte für eine Woche auf Platz 64 in die deutschen Charts einsteigen. Am 25. März 2011 folgte die zweite Singleauskopplung Minutentakt, deren Video bereits am 15. März Premiere auf Maskulin.tv feierte. Auf ihr sind ebenfalls zwei Remixe, Instrumental und das Video, sowie der Song Geld macht mich geil mit den Rappern Silla und MoTrip enthalten. Die Veröffentlichung stieg für eine Woche auf Position 60 in die deutschen Charts ein. Am 4. Mai erschien außerdem ein Video zur dritten Download-Single Polosport Massenmord.

### Album
| Jahr | Titel           | Höchstplatzierung, Gesamtwochen, AuszeichnungChartplatzierungen (Jahr, Titel, Platzierungen, Wochen, Auszeichnungen, Anmerkungen) | Höchstplatzierung, Gesamtwochen, AuszeichnungChartplatzierungen (Jahr, Titel, Platzierungen, Wochen, Auszeichnungen, Anmerkungen) | Höchstplatzierung, Gesamtwochen, AuszeichnungChartplatzierungen (Jahr, Titel, Platzierungen, Wochen, Auszeichnungen, Anmerkungen) | Anmerkungen                         |
| Jahr | Titel           | DE | AT | CH | Anmerkungen                         |
| ---- | --------------- | --- | --- | --- | ----------------------------------- |
| 2011 | Airmax Muzik II | DE6 (5 Wo.)DE | AT7 (4 Wo.)AT | CH9 (4 Wo.)CH | Erstveröffentlichung: 8. April 2011 |

### Singles
| Jahr | Titel Album          | Höchstplatzierung, Gesamtwochen, AuszeichnungChartplatzierungen (Jahr, Titel, Album, Platzierungen, Wochen, Auszeichnungen, Anmerkungen) | Höchstplatzierung, Gesamtwochen, AuszeichnungChartplatzierungen (Jahr, Titel, Album, Platzierungen, Wochen, Auszeichnungen, Anmerkungen) | Höchstplatzierung, Gesamtwochen, AuszeichnungChartplatzierungen (Jahr, Titel, Album, Platzierungen, Wochen, Auszeichnungen, Anmerkungen) | Anmerkungen                            |
| Jahr | Titel Album          | DE | AT | CH | Anmerkungen                            |
| ---- | -------------------- | --- | --- | --- | -------------------------------------- |
| 2011 | Nie an mich geglaubt | DE64 (1 Wo.)DE | — | — | Erstveröffentlichung: 11. Februar 2011 |
| 2011 | Minutentakt          | DE60 (1 Wo.)DE | — | — | Erstveröffentlichung: 25. März 2011    |

### Kritik
| Professionelle Bewertungen | Professionelle Bewertungen |
| -------------------------- | -------------------------- |
| Kritiken                   |                            |
| Quelle                     | Bewertung                  |
| laut.de                    | [ 5 ]                      |
| rap.de                     | [ 6 ]                      |
| rappers.in                 | [ 7 ]                      |

Die Kritiken zu Airmax Muzik II fielen durchschnittlich aus.
Bei Laut.de erhielt das Album 2 von möglichen 5 Sternen:

„Die Beats sind mit einer Menge Synthesizer und teils wummernden Bässen zusammengewürfelt. Dabei kommt hin und wieder sogar ein Kopnicker heraus (‚Du Wirst Gebangt‘) oder etwas bombastisch Stampfendes (‚Nie An Mich Geglaubt‘). Besonders der Produzent Gee Futuristic hat seine Hausaufgaben gemacht und hebt sich von X-Plosive, Beatzarre und Djorkaeff ab.
So plätschert das Album etwas halblebig dahin. ‚Minutentakt‘ behandelt recht ernsthaft die Lage mit Cops und der U-Haft. Zudem funktioniert die gesungene Hook, auch wenn sie ohne Sirenen im Hintergrund besser gekommen wäre.“

Bei Rap.de erhielt das Album 7 von möglichen 10 Punkten:

„Geschäftlich geht Fler also durchaus neue Wege und wurde für diesen Mut auch belohnt. Musikalisch und inhaltlich, soviel sei gleich vorweggenommen, legt der Südberliner allerdings weit weniger Wille zur Veränderung oder gar Weiterentwicklung an den Tag. Das ist eine gute Nachricht für alle, die die ignorante Art von Frank White schon immer zu schätzen wussten, eine nicht ganz so gute hingegen für die, die Fler durchaus zutrauen, mit einem richtig krass persönlichen Album um die Ecke zu kommen. Nun, falls er das vor hat, müssen diese allerdings mindestens noch bis zum nächsten Release warten.“